# Zoll- und Heimatmuseum Perwang

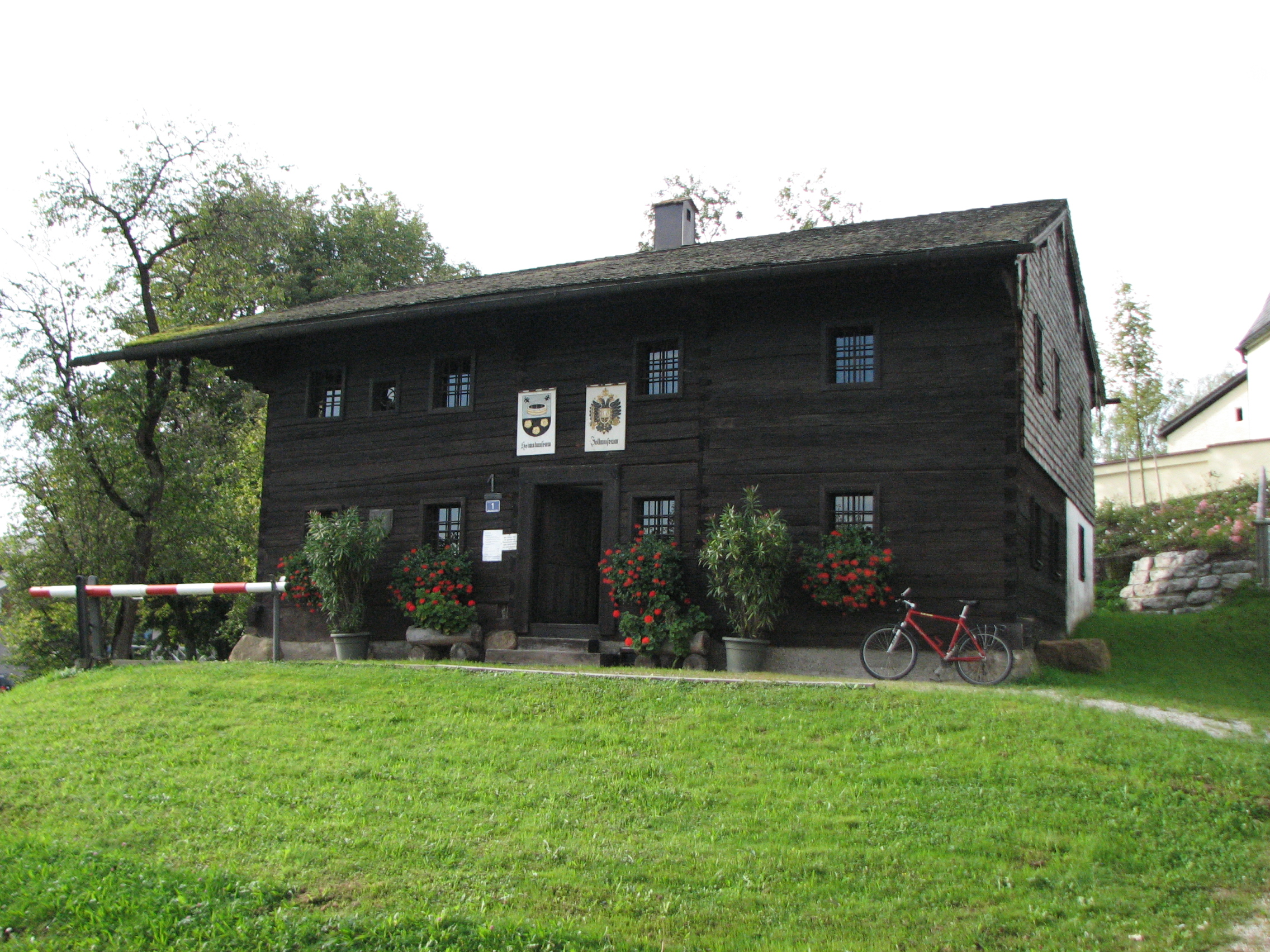
Ehem. Zollstation in Perwang

Das Zoll- und Heimatmuseum Perwang steht in der Gemeinde Perwang am Grabensee im Bezirk Braunau am Inn in Oberösterreich. Das Museumsgebäude steht unter Denkmalschutz (Listeneintrag).

## Beschreibung
Das Holzhaus wurde 1767 vom Stift Michaelbeuern zur Unterbringung von Bediensteten errichtet. Von 1779 bis 1809 diente es als Zollhaus zwischen Österreich und dem Erzstift Salzburg.
Das Museum zeigt Uniformen, Zollkassen, Zollbestätigungen, Übersichtskarten und die Zollordnungen von Raffelstetten. Im Haus ist weiters ein Heimatmuseum eingerichtet.